# Fiat 500 (2007)
O Novo Fiat 500 (em italiano: Nuova Fiat Cinquecento) é um carro citadino de porte mini da Fiat. Foi lançado no dia 4 de Julho de 2007 em evento multitudinário na cidade de Turim, Itália. Foi a ressurreição do lendário Fiat 500, que era adorado na Itália e em outros países onde foi vendido. Em Outubro de 2009 começou a ser vendido no Brasil sendo concorrente direto do VW Fusca, BMW MINI e Smart Fortwo também exportados para o Brasil. Quando foi lançado oficialmente em 2007, o presidente mundial da Fiat, Sergio Marchionne, declarou que o 500 seria o "iPod" da indústria automotiva, em alusão ao sucesso do tocador de MP3 da Apple.
Metáforas à parte, a verdade é que desde então a montadora lançou várias versões de seu compacto na Europa. Para o Paris Motor Show, a marca reservou o 500 Abarth SS (também chamado de EsseEsse), versão apimentada desenvolvida pelo departamento de preparação da Fiat.
Entre as melhorias realizadas no hatchback, estão as novas rodas de liga leve brancas de 17 polegadas, novo kit aerodinâmico (que inclui para-choques esportivos), instalação de um aerofólio na traseira e suspensão esportiva mais baixa.
Para a felicidade dos fãs de alta performance, o motor 1.4 Turbo também ganhou melhorias e agora é capaz de desenvolver 170 cv. Segundo a montadora, o 500 SS acelera de 0 a 100 km/h em 7,4 segundos e atinge a velocidade máxima de 211 km/h.
Porém, o preço alto devido a importação do automóvel da unidade na Polónia fez dele um carro de baixas vendas. Por isso, em 2011, a Fiat relançou o modelo, importado do México (o país latino possui isenção de impostos alfandegários em automóveis, tal qual os países do Mercado Comum do Sul, conhecido pela sigla Mercosul), que virá com motor 1.4 Flex do Novo Uno e o renomado motor 1.4 MultiAir, muito elogiado na Europa.

## Edições Especiais

### Felipe Massa (2008)
Esta é uma customização do 1.4 Sport entregue de presente ao piloto Fórmula 1 Felipe Massa. Inclui um motor 1.4L quattrovalvole de 120 hp da Fiat Powertrain Technologies, carroceria Pearl White, interior de couro marrom, teto solar Skydome, roda de liga de 16 polegadas, pinças de freio vermelhas, além da assinatura do piloto.

### Pink (2010)
Uma edição limitada do Fiat 500, pintada de cor-de-rosa, baseado no 1.2 Lounge.

### Modelos elétricos especiais

#### Micro Vett
O Micro Vett Fiat 500 foi mostrado no London Auto Show pela empresa NICE Car Company, é equipado com uma bateria de Polímero de Lítio da Kokam com capacidade para 22 kW/h, atinge a velocidade de 97 km/h, e tem autonomia de 110 quilômetros (68 milhas), sua recarga dura de 6 a 8 horas.

#### Fiat 500 EV
É o Fiat 500 construído pela empresa EV Adapt com motores elétricos e baterias de fosfato de ferro-lítio, tem autonomia de 120 quilômetros (75 milhas) e máxima velocidade de 120 km/h.

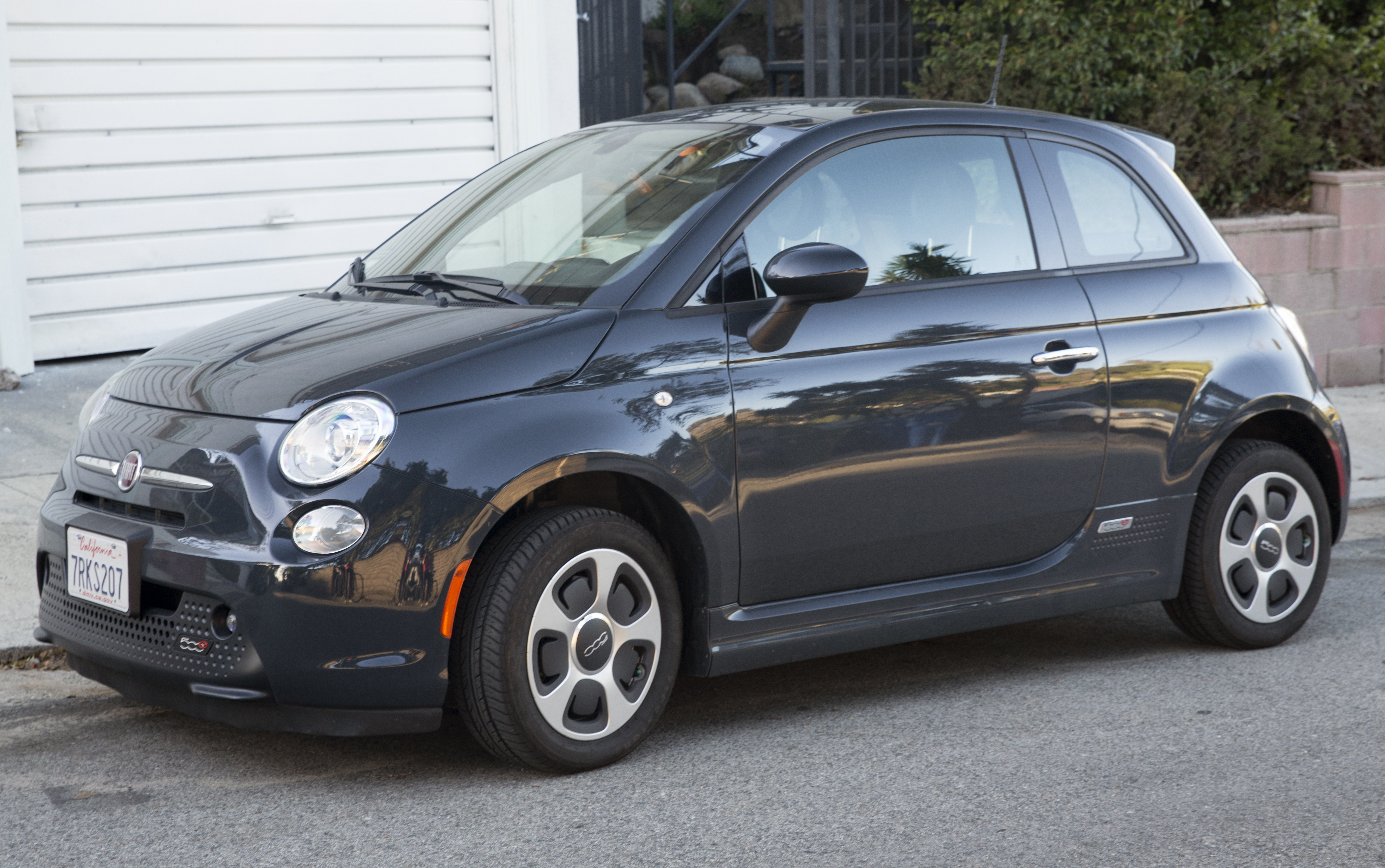
Versão elétrica Fiat 500e.

#### Fiat 500 Elettra
Foi revelado no Salão Internacional de Automóvel Norte-Americano (NAIAS) de 2010.

#### Fiat 500-e
Foi apresentado no Los Angeles Auto Show de 2012 e no Salão do Automóvel de Frankfurt de 2013. Foi comercializado na América do Norte, mas em quantidades mínimas.

## Fiat 500e
O Fiat 500e é um Fiat 500 renovado elétrico que não têm nada a ver com o anterior 500e. Surgiu no primeiro semestre de 2020, mas em Portugal só apareceu em janeiro de 2021. Têm 320 quilómetros de autonomia. O motor têm uma potência de 87 kw, tendo uma velocidade máxima de 150 km/h (limitada eletronicamente) e uma aceleração de 0-100 km/h em 9,0 segundos e de 0-50 km/h em 3,1 segundos.

## Preços
Vendido por até R$ 58.313,00 no estado de São Paulo. (site Fiat). Em Portugal o Fiat 500 hatchback está no valor de 15.500 euros.

## Prêmios
- Em 2011, o motor TwinAir 875cc dois cilindros recebeu o prêmio de Melhor do Ano.[8]
- O mesmo motor recebeu o prêmio de Motor Verde do Ano,[9] Melhor Motor Até 1 litro[10] e Novos motores.[11]
- Carro do ano de 2008 na Europa.